# Território de ultramar (França)

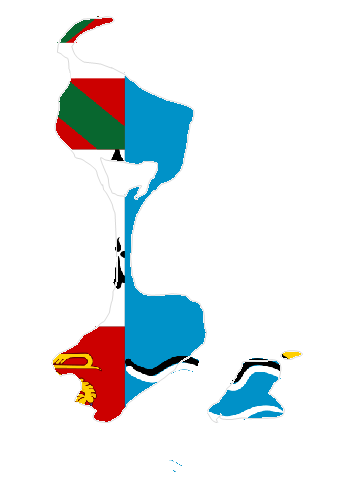
Um mapa de bandeira de São Pedro e Miquelão, um território ultramarino da França próximo ao Canadá.

O termo território de ultramar ou território ultramarino (em francês: territoire d'outre-mer, comumente designados pela sigla TOM) refere-se a uma divisão administrativa da França. O termo é atualmente usado apenas para se referir às Terras Austrais e Antárticas Francesas.
O estatuto de território de ultramar difere de departamento de ultramar (em francês: Département d'outre-mer ou DOM), mas por causa de algumas peculiaridades comuns, DOMs, TOMs e outros domínios ultramarinos de diferentes estatutos são muitas vezes referidos coletivamente como DOM/TOM. Ao contrário dos territórios britânicos ultramarinos, que não são constitucionalmente parte do Reino Unido ou do seu território nacional, estes territórios são partes integrantes da República Francesa.

## Antigos territórios de ultramar
- Índia Francesa, de 1946 a 1954, agora o Território da União Indiana de Pondicheri.
- Nova Caledônia, de 1946 a 1999, o Acordo de Numeá assinado em 1998, outorgou um estatuto especial (estatuto especial ou original) para o território em 1999. Foi estabelecida uma cidadania neocaledônia e uma transferência gradual de poder do estado francês para a própria Nova Caledônia, dentro de quinze a vinte anos. A Nova Caledônia possui atualmente um estatuto de coletividade sui generis.
- Polinésia Francesa, de 1946 a 2003, sendo agora coletividade de ultramar.
- São Pedro e Miquelão, de 1946 a 1976 e 1985 a 2003, agora uma coletividade de ultramar.
- Wallis e Futuna, de 1961 a 2003, agora uma coletividade de ultramar.
- Maiote, de 1974 a 2003, agora um departamento de ultramar.